# Sauce marinara
Pour les articles homonymes, voir Marinara.
La sauce marinara est une sauce italienne originaire de Naples, mais différente de la sauce napolitaine, généralement préparée avec des tomates, des oignons, de l'ail et des herbes aromatiques. Ses nombreuses variations peuvent inclure l'ajout de câpres, d'olives, d'épices ou de vin.  La sauce accompagne typiquement les pâtes.

## Variantes
Les móscioli alla marinara (moules méditerranéennes à la marinara) sont une préparation typique de la Riviera del Conero, qui est assaisonnée d'huile d'olive, de citron, de persil et de poivre fraîchement moulu. Dans certaines régions[Lesquelles ?], comme sur la Riviera del Conero, les pasta alla marinara sont celles qui sont assaisonnées avec des fruits de mer et sans tomate, car si l'on ajoute cet ingrédient, on les appelle pasta alla pescatora. Dans d'autres régions d'Italie[Lesquelles ?] également, l'assaisonnement alla marinara est opposé à celui alla pescatora, mais pour une autre raison : la seconde sauce implique dans ce cas l'utilisation d'un ingrédient exclu de la sauce marinara : les fruits de mer, parmi lesquels les moules et les crevettes et le beurre.
Dans la cuisine italo-américaine, la sauce marinara est le nom donné à une sauce tomate préparée avec un soffritto de céleri, carotte, oignon, ail et un bouquet garni. Cette variante américaine est connue dans certaines régions d'Italie centrale sous le nom de sugo finto (« sauce factice »).